# Konstantin Rokosovski
Konstantin Konstantinovici Rokosovski (în rusă Константин Константинович Рокоссовский) (n. 21 decembrie 1896 – d. 3 august 1968) a fost un mareșal rus de origine poloneză, unul dintre principalii comandanți militari sovietici din timpul celui de-Al Doilea Război Mondial.

## Biografie
Rokosovski s-a născut în Varșovia, pe atunci parte a Imperiului Rus, după numirea tatălui său în funcția de inspector al Căilor Ferate din Varșovia. Familia Rokosovski făcea parte din nobilimea poloneză și de-a lungul timpului a produs mulți ofițeri de cavalerie. Cu toate acestea, tatăl lui Konstantin, Ksawery Wojciech Rokosovski a fost funcționar al căilor ferate din Rusia, iar mama lui, de origine rusă, a fost profesoară. Rămas orfan la vârsta de 14 ani, Rokosovski și-a câștigat existența lucrând într-o fabrică de ciorapi, iar mai târziu a devenit ucenic zidar. 
Odată cu înrolarea în armată, patronimul Ksawerovici a fost rusificat în Konstantinovici, care era mai ușor de pronunțat. Rokosovski s-a înrolat voluntar în Regimentul al V-lea de dragoni (cavalerie) din Kargopol.

### Primii ani ai carierei militare
După intrarea în regiment, Rokosovski curând a demonstrat însușiri de soldat și comandant talentat, la sfârșitul Primului Război Mondial având grad de subofițer, servind în cavalerie pe toată durata războiului. În timpul războiului a fost rănit de două ori și i s-a acordat Crucea Sfântului Gheorghe. În 1917, s-a alăturat Partidului Bolșevic și, curând după aceea, a intrat în rândurile Armatei Roșii. În timpul războiului civil rus a comandat un escadron de cavalerie al Detașamentului de Cavalerie a Gărzilor Roșii din Kargopolsky în campania împotriva armatelor Gărzii albe, conduse de amiralul Aleksandr Kolceak. Rokosovski a primit cea mai înaltă (pe atunci) distincție sovietică, Ordinul Steagul Roșu.
În anul 1921 a comandat Regimentul 35 Cavalerie Independent, staționat în Irkutsk, și a jucat un rol important în aducerea la putere a liderului mongol Damdin Sükhbaatar, fondatorul Republicii Populare Mongole. Aici Rokosovski și-a cunoscut viitoarea soție, Julia Barminan, cu care s-a căsătorit în anul 1923. Fiica lor, Ariadna, s-a născut în anul 1925. În 1924 și 1925 a urmat la Leningrad cursurile Școlii Superioare de Cavalerie și apoi s-a întors în Mongolia, unde a instruit Armata Populară Mongolă. Curând după aceea, în timp ce era în Districtul Militar de Est, sub comanda lui Vasili Bliuher, a luat parte la Conflictul chino-sovietic (1929),  când Uniunea Sovietică a intervenit pentru ca administrația căilor ferate din Manciuria să fie repusă sub administrație sovieto-chineză după ce seniorul războinic chinez Zhang Xueliang a încercat să preia controlul complet asupra căilor ferate din Manciuria.
Acesta s-a întâmplat la începutul anilor 1930, când viața lui Rokosovski s-a împletit cu a lui Gheorghi Jukov (mai târziu mareșal al Uniunii Sovietice), atunci când Rokosovski a fost comandant la Samara, Divizia a 7-a Cavalerie, iar Jukov era comandant de brigadă sub comanda lui. Citind comentariile lui Rokosovski despre Jukov dintr-un raport oficial privind caracterul său, ne putem da seama de o anumită rivalitate între cei doi :

"Disciplinat. Pretențios și persistent în privința cererilor sale. Oarecum lipsit de cordialitate și o persoană nu suficient de simpatică. Destul de încăpățânat. Extrem de mândru. În probleme profesionale bine instruit. Lider militar cu vastă experiență."

Rokosovski a fost printre primii comandanți care au înțeles potențialul atacului cu tancuri. A fost un susținător timpuriu al creării unui nucleu puternic de blindate pentru Armata Roșie, după cum a susținut Mareșalul Mihail Tuhacevski în teoria sa despre "operațiunile în adâncime".

### Marea Epurare, procesul, tortura și reabilitarea lui Rokosovski

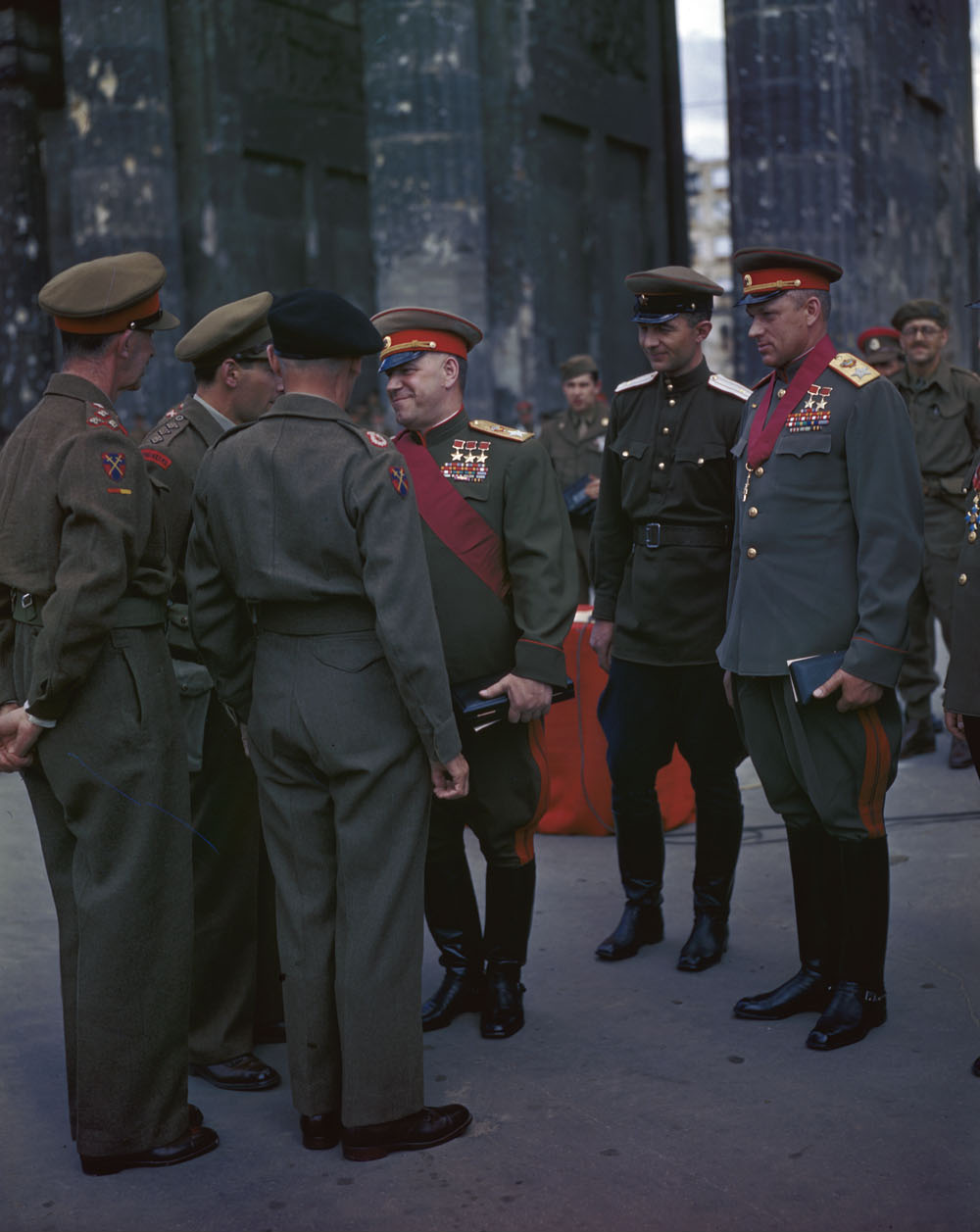
Jukov și Rokosovski în Berlin - 1945

Rokosovski a avut funcții de conducere până în anul 1937, când a fost implicat în Marea Epurare a lui Iosif Stalin și acuzat că a fost spion polonez. Asocierea lui cu metodele neortodoxe de comandă ale mareșalului Tuhacevski poate să fi fost cauza reală a conflictului său cu ofițerii mai tradiționali, cum ar fi Semion Budionnîi, care a favorizat în continuare tacticile de cavalerie și ale cărui dezacorduri cu Tuhacevski au declanșat Marea Epurare din Armata Roșie, care a a dus la executarea celui din urmă și a mai multor ofițeri . Rokosovski a fost arestat la 17 august 1937 pentru sabotaj și spionaj în favoarea Poloniei și Japoniei (a fost denunțat că s-a întâlnit cu șeful misiunii militare japoneze la Harbin în 1932). După arestare, în timpul interogatoriului, a fost torturat (a pierdut 9 dinți, i s-au zdrobit degetele de la picioare cu un ciocan, a avut trei coaste fisurate și toate unghiile sale i s-au smuls cu cleștele). Conform lui Aleksandr Soljenițîn, a suferit două simulacre de execuție la care oamenii din jurul lui au fost împușcați.
După proces, Rokosovski a fost trimis la închisoarea Kresty din Leningrad, unde a rămas până la 22 martie 1940, când a fost eliberat fără nicio explicație.
Semion Timoșenko, care a fost numit Comisar al Apărării Uniunii Sovietice, după dezastrul din Războiul de iarnă avea nevoie disperată de ofițeri cu experiență pentru ocuparea posturilor de comandă pentru armata sovietică, care se extinde rapid, așadar l-a adus și numit pe Rokosovski la comanda Corpului 5 de Cavalerie, cu gradul de colonel. Ulterior, cu Corpul 5 de Cavalerie a participat la ocuparea Basarabiei și a fost imediat promovat la gradul de general-maior, dându-i-se comanda Corpului 9 mecanizat din regiunea militară Kiev, care la izbucnirea ostilităților cu Germania va fi numită Frontul de Sud-Vest.

### Al Doilea Război Mondial
Când Germania a atacat Uniunea Sovietică, în iunie 1941, Rokosovski era comandantul Corpului 9 mecanizat, cu care a participat la Bătălia de la Dubno - un contraatac sovietic incipient, care s-a încheiat cu distrugerea celor mai multe dintre forțele sovietice participante împotriva lui Grupul de Armate Sud al lui Von Rundstedt în Ucraina. Pe măsură ce contraatacul progresa, rezistența germană se întărea. Kirponos, comandantul Frontului de Sud-Vest, a emis instrucțiuni să se înceteze operațiunile ofensive și apoi s-a contrazis cu șeful Statului Major General, Jukov, atunci când acesta a insistat să continue contraatacul. Drept urmare, Rokosovski a fost bombardat cu comenzi contradictorii și, potrivit generalului-locotenent Rjabyshev, Rokosovski „nu a exprimat nici o ambivalență despre contraofensiva propusă” și a rezolvat disputa prin refuzul de a executa un ordin direct, spunând: "Am mai primit o dată un ordin ca să contraatacăm. Cu toate acestea, inamicul ne este atât de superior numeric, încât mi-am asumat răspunderea personală de a ordona să se oprească contraofensiva și să luptăm cu inamicul din poziție de apărare pregătită."
În ciuda acestui act de nesupunere, Timoșenko l-a adus pe Rokossovsky la Smolensk în iulie, într-un efort de a preveni căderea orașului în timpul bătăliei din acest oraș. Lui i s-a dat sarcina deloc de invidiat de a strânge resturile trupelor lui Dmitri Pavlov de pe Frontul de Vest, care se prăbușise sub greutatea atacului Grupului de Armate Centru al Wehrmacht-ului în timpul bătăliei de la Białystok-Minsk. Cu o forță limitată de 90 de tancuri și două regimente de pușcași, patru regimente de artilerie și elemente ale Diviziei 38 Pușcași, i se atribuie îngreunarea avansării diviziilor a 7-a și a 20-a a mareșalului Fedor von Bock la Vyazma și faptul că a ajutat mulți soldați sovietici să scape din încercuire 
În septembrie 1941 Stalin l-a numit personal pe Rokosovski la comanda Armatei a 16-lea, primul grup din armata sovietică compus în întregime din soldați aflați în batalion disciplinar. Stalin vedea în Rokosovski, căzut în dizgrație, fost deținut al Gulagului, care abia scăpase de închisoarea pe viață, un candidat perfect pentru a conduce unitățile brutelor din batalioanele disciplinare. Mergea atât de departe încât să comenteze amuzat pe seama unghiilor lipsă de pe mâinile lui Rokosovski (scoase de torționarii NKVD în timpul detenției sale), la reuniunea unde a fost repartizată comanda sa. Armatei lui Rokosovski i s-a ordonat să apere căile de acces spre Moscova, iar acum se afla sub comanda directă a generalului Gheorghi Jukov, fostul său subordonat. Armata a 16-a (mai târziu redenumită Armata a 11-a de apărare) a jucat un rol cheie în Bătălia de la Moscova, când a fost desfășurată pe axa principală a avansului german, de-a lungul autostrăzii Volokolamsk, un nod central al luptelor grele din timpul ofensivei de iarnă germane din 1941 (Bătălia de la Moscova | Operațiunea Taifun), precum și în contraatacul rus ulterior din 1941-1942. Pe 18 noiembrie, în timpul ultimelor eforturi disperate ale Wehrmacht-ului de a incercui Moscova, generalul Rokosovski și soldații săi suportau o grea presiune din partea grupului de blindate al lui Erich Hoepner. Rokosovski i-a cerut superiorului său imediat, Jukov, să permită retragerea Armatei a 16-a într-o poziție mai avantajoasă. Jukov a refuzat categoric. Rokosovski trecut peste Jukov și a discutat direct cu mareșalul Boris Șapoșnikov, acum șef al Statului Major General în locul lui Jukov. Revizuind situația, Șapoșnikov a ordonat imediat o retragere. Jukov a reacționat imediat. A revocat ordinul superiorului său și i-a ordonat lui Rokosovski să-și mențină poziția. Imediat după aceea, armata lui Rokosovski a fost împinsă deoparte și Grupurile Panzer 3 și 4 au reușit să avanseze și să câștige poziții strategic importante la nord de Moscova, dar acest lucru a marcat punctul culminant al avansului german spre Moscova. În timpul Operațiunii Taifun, Armata a 16-a a lui Rokosovski a suportat greul efortului german de a captura Moscova.
În martie 1942 a fost grav rănit de o schijă. A fost spitalizat două luni, apoi ridicat la rangul de general-locotenent și transferat pe Frontul Briansk să preia comanda Armatei 16. La sfârșitul lunii septembrie 1942, în timpul punerii în aplicare a Operației Uranus, a fost numit la conducerea Frontului Don, cu scopul de a distruge trupele încercuite la Stalingrad și apoi de a recuceri orașul (operațiunea Koltso). A acceptat predarea mareșalului Paulus, șeful Armatei a 6-a germane, în 31 ianuarie 1943. Rokosovski a fost decorat cu Ordinul Suvorov în 28 ianuarie 1943.
În 28 aprilie 1943, a fost promovat la rangul de general de armată și a participat cu frontul său redenumit Front Central la Bătălia de la Kursk.

## Decorații
|  | Erou al Uniunii Sovietice (2) |
|  | Ordinul Steagul Roșu (6)      |
|  | Ordinul Lenin (7)             |
|  | Ordinul Victoriei             |
|  | Ordinul Suvorov clasa I-a     |
|  | Ordinul Kutuzov clasa I-a     |
|  | Virtuti Militari              |
|  | Legiunea de onoare            |